# Wembley or bust
Wembley or bust is een livealbum van Jeff Lynnes Electric Light Orchestra. De opnamen vonden plaats op 24 juni 2017 in het Wembley Stadium in Londen. Het album bevat eigenlijk alleen de hits van ELO met slechts een nummer dat van ELO’s laatste studioalbum afkomstig was: When I was a boy. Handle with care is van het eerste album van de Traveling Wilburys, een andere band waar Lynne ooit in speelde. Het lag in de bedoeling dat Richard Tandy ook mee zou spelen; die moest vanwege ziekte verstek laten gaan. 
Het album kreeg weliswaar in een aantal albumlijsten een notering, maar verdween meestal al weer na een week of twee uit die lijsten.

## Musici
- Jeff Lynne – zang, gitaar
- Mike Stevens – achtergrondzang, gitaar
- Marcus Byrne – toetsinstrumenten, vocoder
- Bernie Smith – toetsinstrumenten, stringsynthesizers
- Donovan Hepburn – drumstel
- Milton McDonald – gitaar, achtergrondzang
- Lee Pomeroy – basgitaar, achtergrondzang
- Jo Webb – toetsinstrumenten, achtergrondzang
- Iain Hornal – achtergrondzang, gitaar en percussie
- Melanie Lewis-McDonald – achtergrondzang, operazangstem en percussie
- Rosie Langley – viool
- Amy Langley – cello
- Jessica Cox - cello

## Muziek
| Nr. | Titel                       | Duur |
| --- | --------------------------- | ---- |
| 1.  | Standin' in the rain        | 4:11 |
| 2.  | Evil woman                  | 4:36 |
| 3.  | All over the world          | 4:00 |
| 4.  | Showdown                    | 4:15 |
| 5.  | Livin' thing                | 4:09 |
| 6.  | Do ya                       | 4:12 |
| 7.  | When I was a boy            | 3:29 |
| 8.  | Handle with care            | 3:45 |
| 9.  | Last train to London        | 4:24 |
| 10. | Xanadu                      | 3:23 |
| 11. | Rockaria!                   | 3:21 |
| 12. | Can't get it out of my head | 4:45 |

| Nr. | Titel               | Duur |
| --- | ------------------- | ---- |
| 1.  | 10538 overture      | 4:49 |
| 2.  | Twilight            | 4:45 |
| 3.  | Ma-ma-ma-belle      | 4:07 |
| 4.  | Shine a little love | 3:54 |
| 5.  | Wild west hero      | 4:10 |
| 6.  | Sweet talkin’ woman | 3:44 |
| 7.  | Telephone line      | 4:56 |
| 8.  | Turn to stone       | 4:01 |
| 9.  | Don't bring me down | 4:15 |
| 10. | Mr. Blue Sky        | 5:11 |
| 11. | Roll Over Beethoven | 6:11 |